# Palais impérial

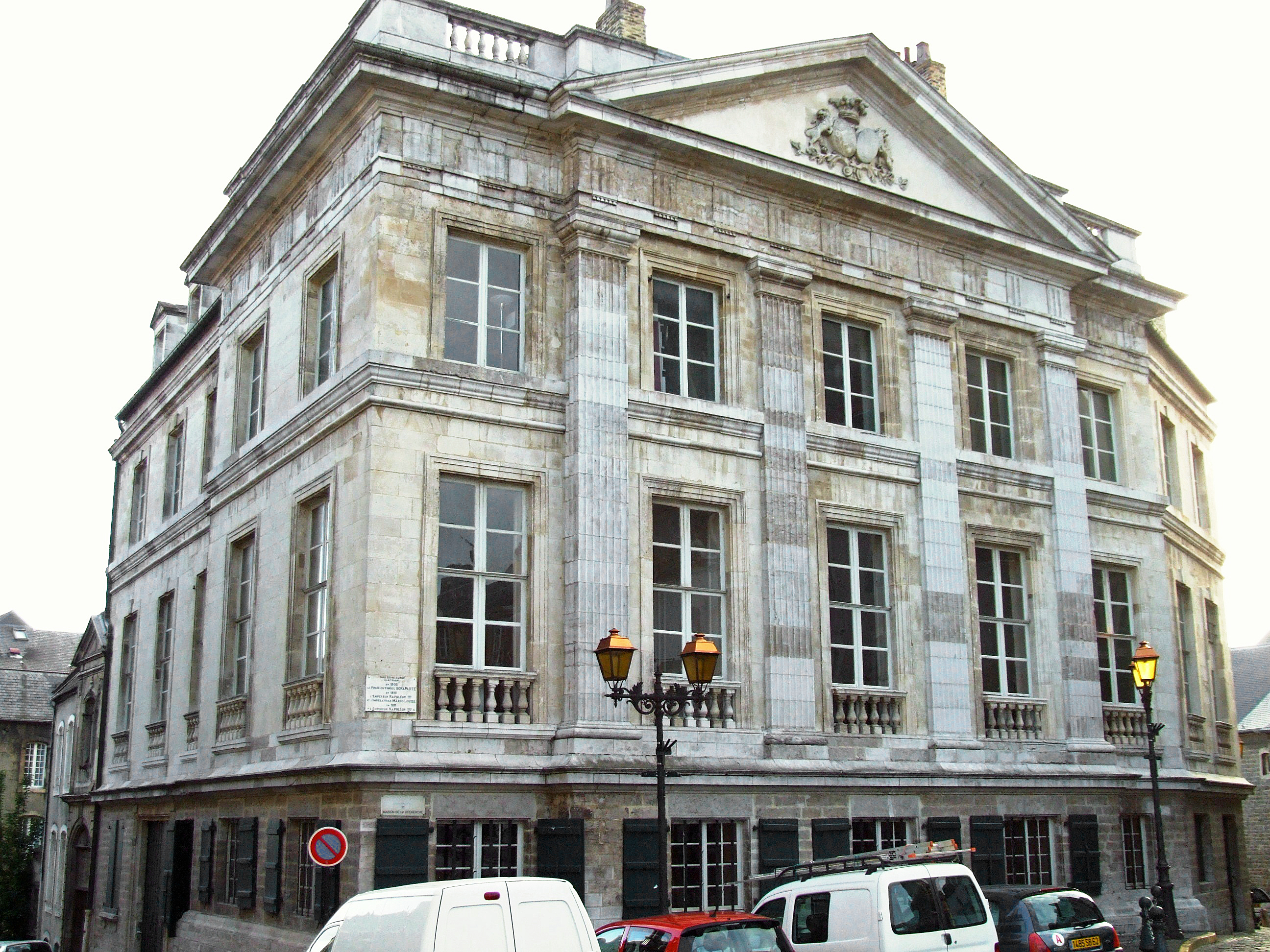
Palais impérial

Het Palais impérial (ook: Hôtel Desandrouin) is een bouwwerk in de tot het departement Pas-de-Calais behorende stad Boulogne-sur-Mer, gelegen aan Rue du Puits d'Amour 17.

## Geschiedenis
Het paleis werd in 1777 gebouwd voor de burggraaf François-Joseph-Théodore Desandrouin naar ontwerp van Giraud Sannier. Na de Franse Revolutie kwam het in gebruik voor het opperbevel van het Grande Armée en Napoleon Bonaparte logeerde hier in 1803, 1810 en 1811. Ook tsaar Alexander I logeerde hier.
In 1998 vestigde zich een instituut van de Université du Littoral-Côte-d'Opale in het gebouw. De werkkamer en de slaapkamer van Napoleon zijn in de oorspronkelijke staat teruggebracht.

## Gebouw
Het gebouw is in classicistische stijl, heeft een voorgevel van twee bouwlagen die voorzien is van een fronton. Het gebouw is geklasseerd als monument historique.